# Mittersheim
Mittersheim és un municipi francès, situat al departament del Mosel·la i a la regió del Gran Est. L'any 2007 tenia 563 habitants.

## Demografia

### Població
El 2007 la població de fet de Mittersheim era de 563 persones. Hi havia 231 famílies, de les quals 63 eren unipersonals (22 homes vivint sols i 41 dones vivint soles), 86 parelles sense fills, 71 parelles amb fills i 11 famílies monoparentals amb fills.
La població ha evolucionat segons el següent gràfic:
Habitants censats

### Habitatges
El 2007 hi havia 891 habitatges, 239 eren l'habitatge principal de la família, 620 eren segones residències i 32 estaven desocupats. 869 eren cases i 20 eren apartaments. Dels 239 habitatges principals, 197 estaven ocupats pels seus propietaris, 30 estaven llogats i ocupats pels llogaters i 12 estaven cedits a títol gratuït; 1 tenia una cambra, 10 en tenien dues, 32 en tenien tres, 42 en tenien quatre i 154 en tenien cinc o més. 208 habitatges disposaven pel capbaix d'una plaça de pàrquing. A 106 habitatges hi havia un automòbil i a 107 n'hi havia dos o més.

### Piràmide de població
La piràmide de població per edats i sexe el 2009 era:
| Homes | Edats   | Dones |
| ----- | ------- | ----- |
| 0     | 95 o +  | 0     |
| 0     | 90 a 94 | 4     |
| 4     | 85 a 89 | 8     |
| 4     | 80 a 84 | 0     |
| 8     | 75 a 79 | 24    |
| 16    | 70 a 74 | 8     |
| 16    | 65 a 69 | 16    |
| 32    | 60 a 64 | 20    |
| 20    | 55 a 59 | 32    |
| 32    | 50 a 54 | 20    |
| 4     | 45 a 49 | 20    |
| 8     | 40 a 44 | 20    |
| 16    | 35 a 39 | 12    |
| 24    | 30 a 34 | 20    |
| 36    | 25 a 29 | 16    |
| 8     | 20 a 24 | 12    |
| 20    | 15 a 19 | 0     |
| 12    | 10 a 14 | 24    |
| 4     | 5 a 9   | 12    |
| 8     | 0 a 4   | 12    |

## Economia
El 2007 la població en edat de treballar era de 332 persones, 234 eren actives i 98 eren inactives. De les 234 persones actives 206 estaven ocupades (119 homes i 87 dones) i 27 estaven aturades (13 homes i 14 dones). De les 98 persones inactives 33 estaven jubilades, 20 estaven estudiant i 45 estaven classificades com a «altres inactius».

### Ingressos
El 2009 a Mittersheim hi havia 242 unitats fiscals que integraven 583 persones, la mediana anual d'ingressos fiscals per persona era de 16.346 €.

### Activitats econòmiques
Dels 25 establiments que hi havia el 2007, 1 era d'una empresa extractiva, 2 d'empreses alimentàries, 1 d'una empresa de fabricació d'altres productes industrials, 4 d'empreses de construcció, 5 d'empreses de comerç i reparació d'automòbils, 4 d'empreses d'hostatgeria i restauració, 2 d'empreses financeres, 2 d'empreses de serveis, 2 d'entitats de l'administració pública i 2 d'empreses classificades com a «altres activitats de serveis».
Dels 11 establiments de servei als particulars que hi havia el 2009, 2 eren oficines bancàries, 2 tallers de reparació d'automòbils i de material agrícola, 1 fusteria, 1 lampisteria, 1 electricista, 1 perruqueria i 3 restaurants.
Dels 5 establiments comercials que hi havia el 2009, 2 eren fleques, 1 una fleca, 1 una botiga d'electrodomèstics i 1 una botiga de mobles.
L'any 2000 a Mittersheim hi havia 17 explotacions agrícoles que ocupaven un total de 492 hectàrees.

## Equipaments sanitaris i escolars
El 2009 hi havia 1 escola maternal i 2 escoles elementals.

## Poblacions més properes
El següent diagrama mostra les poblacions més properes.